# Тамбиев, Леонид Григорьевич
Леонид Григорьевич Тамбиев (латыш. Leonīds Tambijevs; род. 26 сентября 1970, Рига) — советский и латвийский хоккеист, игравший на позиции левого нападающего, ныне тренер. Участник Олимпийских игр 2002 и 2006 годов.

## Карьера

### Клубная
Начинал карьеру в рижском РШВСМ и ленинградском СКА, потом отыграл 4 сезона в рижской «Пардаугаве». Затем перешёл в датский клуб «Видовре», где стал лучшим бомбардиром Лиги. В 1998 году он перешёл в команду «Лукко» из финской СМ-Лиги, а в сезоне 2000/2001 правый нападающий «лисиц» перешёл в немецкий клуб «Изерлон Рустерс». В 2002 году присоединился к команде Второй лиги России нижегородскому «Торпедо», которая прошла в Высшую лигу. Через год перешёл в хабаровский «Амур», но сыграл там половину сезона (вторую провёл в Финляндии). В начале 2004 года переехал в Швейцарию, где выступал за три клуба в течение двух лет. Позднее он перешёл в итальянский «Мерано», а завершил карьеру в австрийском «Цельтвеге».

### В сборной
В сборной Латвии выступал с 1993 по 2007 годы, сыграл на 13 турнирах: 11 чемпионатов мира и две Олимпиады 2002 и 2006 годов. На Олимпиаде-2006 запомнился тем, что подрался с российском хоккеистом литовского происхождения Дарюсом Каспарайтисом. В сборной Латвии провел 205 игр. Является рекордсменом сборной по количеству заброшенных шайб (66) и набранных очков (154).

## Титулы
- Чемпион Высшей лиги 2003
- Лучший бомбардир Высшей лиги 2003
- Бронзовый призер ВХЛ 2015
- Бронзовый призер МХЛ 2016
- Чемпион ВХЛ 2018, 2019

## Карьера тренера
- 12.07.2010 — 5.06.2014 возглавлял клуб «Рига», являющимся фарм-клубом рижского «Динамо»[2].
- В Кубок Вызова МХЛ 2010 руководил сборной «Запада»[3].
- 4 июня 2014 года стал помощником Алексея Фетисова в карагандинской «Сарыарке»[4].
- 28 октября 2014 года возглавил команду с приставкой и. о., а 27 ноября 2014 года был утвержден в должности главного тренера «Сарыарки».
- Тренер юниорской сборной Латвии (U18) в 2009—2010 гг.
- Главный тренер юниорской сборной Латвии (U18) 1.02.2012 — 28.05.2012.
- Главный тренер молодежной сборной Латвии (U20) 28.05.2012 — 26.12.2013.
- Главный тренер МХК «Динамо» Санкт-Петербург (МХЛ) 2015—2016 гг.
- Главный тренер «Динамо Санкт-Петербург» (ВХЛ) 2016—2018 гг.
- Главный тренер «Сарыарка» (ВХЛ) 2018—2019 гг.
- Главный тренер «Сарыарка» (ВХЛ) с 2021 года
- Главный тренер «Адмирал» (КХЛ) с ноября 2021 г.

18 апреля 2025 года вошел в тренерский штаб сборной Казахстана.

### Статистика (главный тренер)
(данные до 2012 г. не приведены)
Последнее обновление: 9 мая 2018 года
| Команда    | Турнир-сезон | Регулярный сезон | Регулярный сезон | Регулярный сезон | Регулярный сезон | Регулярный сезон | Регулярный сезон | Регулярный сезон | Регулярный сезон | Плей-офф | Плей-офф | Плей-офф              |
| Команда    | Турнир-сезон | И                | В                | ВО/ВБ            | Н                | ПО/ПБ            | П                | О                | Результат        | В        | П        | Результат             |
| ---------- | ------------ | ---------------- | ---------------- | ---------------- | ---------------- | ---------------- | ---------------- | ---------------- | ---------------- | -------- | -------- | --------------------- |
| ХК Рига    | МХЛ 2012-13  | 64               | 27               | 10               | —                | 3                | 24               | 104              | 8-е на Западе    | 0        | 3        | уступили в 1/8 финала |
| ХК Рига    | МХЛ 2013-14  | 56               | 31               | 4                | -                | 3                | 18               | 104              | 6-е на Западе    | 5        | 5        | уступили в 1/8 финала |
| Сарыарка   | ВХЛ 2014-15  | 52               | 32               | 6                | -                | 2                | 12               | 110              | 1-е место        | 8        | 9        | бронзовые медали      |
| Динамо СПб | МХЛ 2015-16  | 42               | 25               | 3                | -                | 2                | 12               | 83               | 3-е на Западе    | 7        | 7        | бронзовые медали      |
| Динамо СПб | ВХЛ 2016-17  | 50               | 22               | 5                | -                | 6                | 17               | 82               | 12-е место       | 4        | 2        | уступили в 1/4 финала |
| Динамо СПб | ВХЛ 2017-18  | 52               | 37               | 6                | -                | 3                | 6                | 126              | 1-е место        | 16       | 4        | Чемпион ВХЛ           |
| Сарыарқа   | ВХЛ 2018-19  | 47               | 32               | 4                | -                | 2                | 7                | 45               | 1-e место        | 14       | 6        | Чемпион ВХЛ           |